# Fara (Insel)
Die Insel Fara (Foerey – „Schafsinsel“) gehört zum Archipel der Orkney etwa 30 km nördlich von Schottland. Im Archipel liegt sie zwischen den Inseln Hoy und Flotta in der Bucht von Scapa Flow. Die Insel ist 295 ha groß und seit 1947 unbewohnt.
Im Zweiten Weltkrieg stiegen von hier Sperrballons auf. 
Das Wind-Energieprojekt von 2010 sieht den Bau von Wind-Turbinen auf Fara vor.

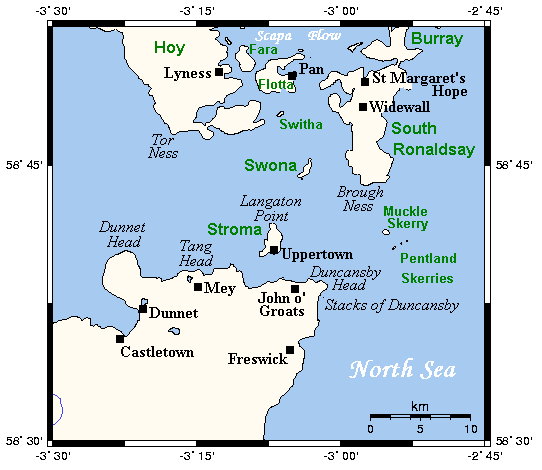
Karte